# Cornetul Piatra Încălecată
Cornetul Piatra Încălecată este o arie protejată de interes național ce corespunde categoriei a IV-a IUCN (rezervație naturală de tip geologic floristic, faunistic și peisagistic) situată în județul Mehedinți, pe teritoriul administrativ al comunei Isverna.

## Localizare
Aria naturală  se află în extremitatea central-nordică a județului Mehedinți (în Podișul Mehedinți, între Munții Mehedinți și Piemontul Getic), aproape de limita teritorială cu județul Caraș-Severin și este străbătută de drumul județean (DJ670) care leagă satul Balta de Gheorghești.

## Descriere
Rezervația naturală întinsă pe o suprafață de 12 hectare, a fost declarată arie protejată prin Legea Nr.5 din 6 martie 2000, publicată în Monitorul Oficial al României, Nr. 152 din 12 aprilie 2000 (privind aprobarea Planului de amenajare a teritoriului național - Secțiunea a III-a - zone protejate) și reprezintă o zonă de protecție pentru ecosisteme de tip submediteranean, cu floră și faună specifice Podișului Mehedințean .
Aria protejată este inclusă în Geoparcul Platoul Mehedinți și se învecinează la sud cu rezervația naturală Cheile Coșuștei, iar la est cu aria naturală Pădurea de liliac Ponoarele.